# Episodi di Lost Girl (seconda stagione)
La seconda stagione della serie televisiva Lost Girl è stata trasmessa sul canale canadese Showcase dal 4 settembre 2011 al 1º aprile 2012.
In Italia è ancora inedita.
| nº | Titolo originale                       | Titolo italiano | Prima TV Canada   | Prima TV Italia |
| -- | -------------------------------------- | --------------- | ----------------- | --------------- |
| 1  | Something Wicked This Fae Comes        |                 | 4 settembre 2011  |                 |
| 2  | I Fought the Fae (and the Fae Won)     |                 | 11 settembre 2011 |                 |
| 3  | Scream a Little Dream                  |                 | 18 settembre 2011 |                 |
| 4  | Mirror,Mirror                          |                 | 25 settembre 2011 |                 |
| 5  | BrotherFae Of The Wolves               |                 | 2 ottobre 2011    |                 |
| 6  | It's Better to Burn Out Than Fade Away |                 | 30 ottobre 2011   |                 |
| 7  | Fae Gone Wild                          |                 | 6 novembre 2011   |                 |
| 8  | Death Didn't Become Him                |                 | 13 novembre 2011  |                 |
| 9  | Original Skin                          |                 | 20 novembre 2011  |                 |
| 10 | Raging Far                             |                 | 27 novembre 2011  |                 |
| 11 | Can't See The Fae-rest                 |                 | 4 dicembre 2011   |                 |
| 12 | Masks                                  |                 | 11 dicembre 2011  |                 |
| 13 | Barometz,Trick,Pressure                |                 | 18 dicembre 2011  |                 |
| 14 | Midnight Lamp                          |                 | 22 gennaio 2012   |                 |
| 15 | Table For Fae                          |                 | 29 gennaio 2012   |                 |
| 16 | School's Out                           |                 | 12 febbraio 2012  |                 |
| 17 | The Girl Who Fae'd With Fire           |                 | 19 febbraio 2012  |                 |
| 18 | Fae-nted Love                          |                 | 4 marzo 2012      |                 |
| 19 | Truth and Consequences                 |                 | 11 marzo 2012     |                 |
| 20 | Lachlan's Gambit                       |                 | 18 marzo 2012     |                 |
| 21 | Into the Dark                          |                 | 25 marzo 2012     |                 |
| 22 | Flesh and Blood                        |                 | 1º aprile 2012    |                 |